# GUCHY
GUCHY
1. FM NORTH WAVEのDJ。本項で詳述。
2. 山口智充のDJ名称「DJグッチー」。明石家マンション物語のDJ風のナレーター。由来は1.ではなく、山口のあだ名から。→ 山口智充

GUCHY（グッチー 1964年（昭和39年）9月10日 - ）は、日本のDJ、ローカルタレント。本名は関口 直紀（せきぐち なおき）。身長178cm、血液型AB型。北海道帯広市生まれの釧路市育ち。

## 人物略歴
北海道釧路工業高等学校卒業後、さまざまな職業を経験。モデルとして活躍後、1995年、FM NORTH WAVEのDJとしてスカウト。翌年にはヒロ寺平の番組に範をとり北海道初のワンマンDJスタイルでの番組として帯番組「GUCHY'S DAZE」を担当。遊びなDJ（テレビ北海道の情報番組）MC、紀行番組「旅コミ北海道じゃらんdeGO!」（テレビ北海道）のナレーターでもある。
土日を中心に、不定期ながら北海道日本ハムファイターズおよびコンサドーレ札幌のスタジアムDJを務めることがある。
2010年3月29日からHBCテレビで『Hana*テレビ』の後番組である『グッチーの 今日ドキッ!』→『今日ドキッ!』のキャスターを担当していた。2022年3月25日の放送分をもって番組を卒業。

## 担当番組

### エフエム・ノースウェーブ
- FRIDAY CHICKEN SOUP[1]（1995年4月 - 1996年3月）
- GUCHY'S DAZE[1]（1996年4月 - 1997年3月）
- WEEKEND JUNGLE（1997年4月 - 6月）
- GUCHY CALL 707-9000（1997年6月 - 1998年3月）
- NORTH WAVE MEGA LINE（1998年4月 - 2000年3月）
- DRAGON WEEKEND（2000年4月 - 2003年3月）
- MORNING LINE[1]（2003年4月 - 2005年3月）
- NORTH WAVE SMOOTH DAYLIGHT（2005年4月 - 2006年9月）
- ASAHI SUPER DRY BEAT ON THE EDGE
- グッチー・テツヤ・アッキーの三ツ星トーク
- 札幌トヨペット 二人の帰り道（STATION DRIVE SATURDAY内のワンコーナー）
- G1-MOTION（2006年10月 - 2007年9月）
- PM POWER RADIO（2007年10月 - 2008年3月）
- DAY-TIME TRIPPERS（2008年10月 - 2009年3月）
- FEEL SO GOOD!!!（2009年4月 - 2010年3月）
- MIDNIGHT NOTES（2010年4月 - ）
- IMPORT PLUS Drivin' Music + （2015年10月 - ）

### テレビ北海道
- はぴらぴ（2006年4月 - 2007年3月）
- 遊びなDJ（2007年4月 - 2010年3月）
- 今夜は最高潮YOSAKOIソーラン2007（2007年）
- 旅コミ北海道じゃらんdeGO!

### 北海道放送
HBCテレビ
- 今日ドキッ!（2010年3月29日 - 2022年3月25日、11月24日、12月22日）※勇退前に担当していた月1コーナー「グッチーの地元応援団」は、毎月最終金曜日から最終木曜日に移動させたうえで引き続き担当しているため、VTRではあるものの「今日ドキッ！」の出演は継続している。また2022年11月以降は生出演している。
- Bravo!ファイターズ開幕直前スペシャル!（2010年3月10日）
- グッチー&ガンちゃんの能動的十分間（と少し）〔2010年3月13日〕
- 吉田類の北海道港町めぐり→吉田類 北海道ぶらり街めぐり（ナレーター）
- 音ドキッ!（2016年11月6日 - 2021年3月20日、MC）
- グッチーな!（2022年4月7日 - 、MC）

HBCラジオ
- 思い出レストラン8020（HBCラジオ、2010年9月13日 - 12月20日）
- HBCミュージックナイター「フルカウント!」（不定期出演）
- 山ちゃん美香の朝ドキッ!（2011年2月3日）
- 音ドキッ!R
- グッチーのGood Friday!（2022年4月1日 - ）

### その他
- 北海道すたいる（2008年10月以降、BS日テレ）

### CM
- ヨークマツザカヤ（1994年、閉店告知CM）
- タウンプラザの日本地建（2005年）
- 北海道エイズ撲滅キャンペーン（2006年）
- インポートプラス
- NTT docomo（「今日ドキッ!」内タイムCM）
- ヤクルト ヤクルト400W（2022年、「今日ドキッ!」内タイムCM、HBCラジオCM）
- MILK LAND HOKKAIDO（2022年）
- コロンビア・スポーツウェア サップランド（2022年、「今日ドキッ!」内タイムCM）
- コープさっぽろ「北海道のくらしまるごとポイント」テレビCM（2023年、ナレーション）
- 三井アウトレットパーク札幌北広島（2023年）

上記以外にも、出演およびナレーターとして担当していたCMあり。